# Parasiccia dentata
Parasiccia dentata är en fjärilsart som beskrevs av Alfred Ernest Wileman 1911. Parasiccia dentata ingår i släktet Parasiccia och familjen björnspinnare. Inga underarter finns listade i Catalogue of Life.